# Castri di Lecce
Castri di Lecce é uma comuna italiana da região da Puglia, província de Lecce, com cerca de 3.112 habitantes. Estende-se por uma área de 12 km², tendo uma densidade populacional de 259 hab/km². Faz fronteira com Calimera, Caprarica di Lecce, Lizzanello, Vernole.

## Demografia
| Variação demográfica do município entre 1861 e 2011                               |
|                                                                                   |
| Fonte: Istituto Nazionale di Statistica (ISTAT) - Elaboração gráfica da Wikipedia |